# Арнольфо ді Камбіо
Арнольфо ді Камбіо (італ. Arnolfo di Cambio) (близько 1245–1302) — італійський скульптор і архітектор епохи готики, представник Проторенесансу.

## Канва біографії
Повної та достеменної біографії ді Камбіо не існує. Відомо, що народився близько 1245 року, а помер 1302 року.
За припущеннями він є учнем Джованні Пізано, сина архітектора і скульптора Ніколо Пізано. Відомо, що Джованні Пізано працював як скульптор над другою катедрою (проповідницею) для Сієнського собору в 1266—1268 рр., а його помічником був молодий Арнольфо, котрому не було і тридцяти років. Учень дотримувався порад і настанов майстра.
Обидва майстри створили рельєфи для проповідниці, де головував сюжет «Страшного суду». Ще одним сюжетом на проповідниці була сцена винищення немовлят за наказом царя Ірода, завжди трагічна і повна жорстокості, інші рельєфи менш трагічні — «Стрітення», «Благовіщення», «Різдво Христа», «Введення у храм», «Втеча святої родини у Єгипет». Між цими сюжетами розташовані чотири канонічних фігури євангелістів, Отців Церкви, Богородиці з немовлям і Христа як персонажа апокаліпсиса.

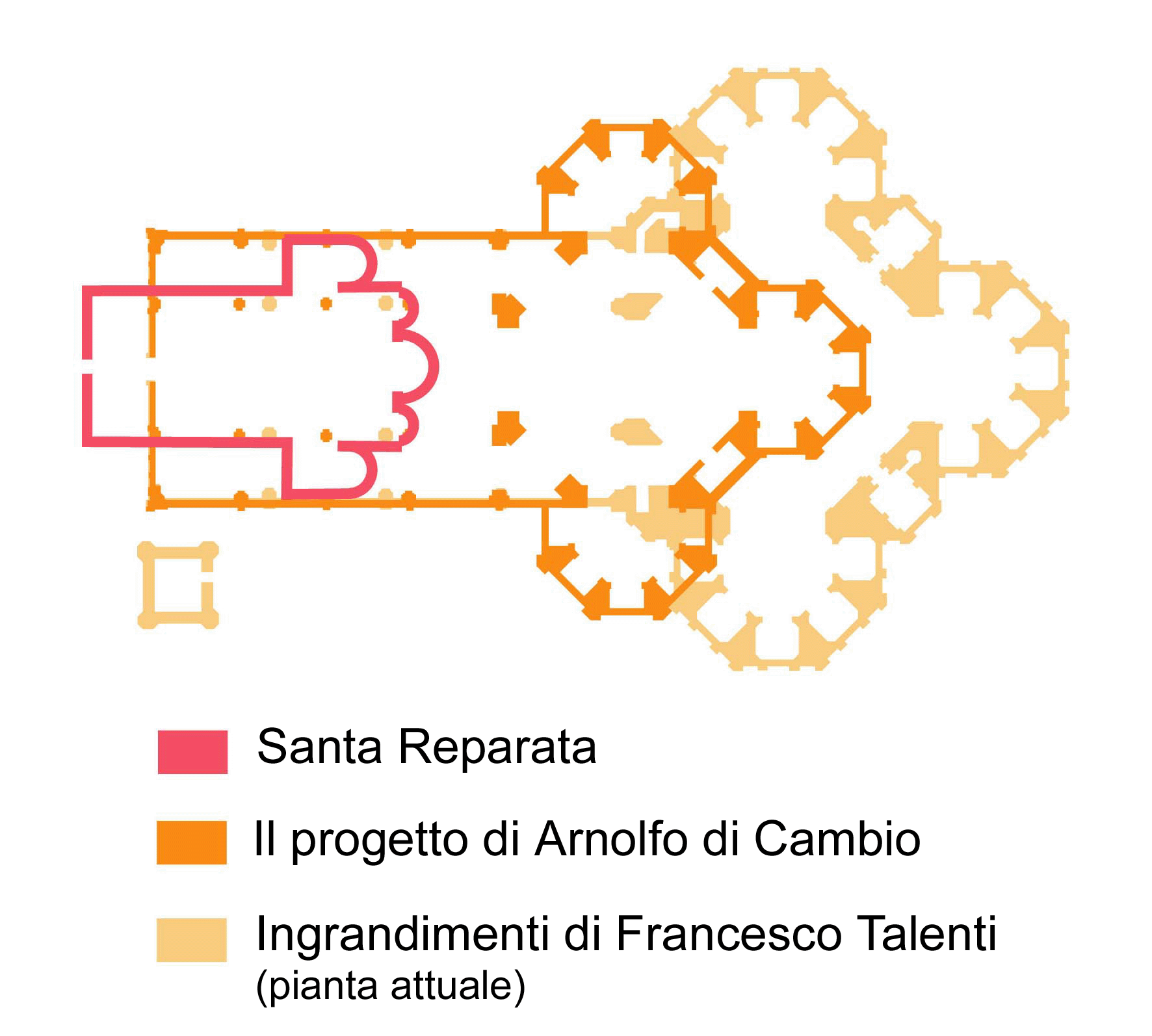
План Санта Репарати, запропонований Арнольфо ді Камбіо посередині. Червоний — первинна церква.

Міський фонтан Фонте Маджоре на площі в Перуджі був закінчений 1278 року. Це дві полігональні чаші на одній вертикальній осі. Нижня має 25 стулок, верхня — дванадцять. Стулки фонтана прикрашені як біблійними, так і світськими сюжетами, серед котрих «Адам і Єва перед деревом пізнання», «Дванадцять місяців», «Алегорії мистецтв» тощо.
За свідченнями Арнольфо ді Камбіо створив первинний план головної церкви Флоренції Санта Репарати, котра пізніше буде названою Санта-Марія-дель-Фйоре. Храм почали будувати 1296 року (старому архітекторові залишилось жити близько шести років). У готичній стилістиці план мав, однак, незвично широкий трансепт, що перетворював центр храму у широкий хор чи подобу ротонди з каплицями, криту куполом. Це було незвично і невідомо готичній архітектурі Франції, тим більше в Німеччині. Після смерті Арнольфо ді Камбіо амбітні архітектори-послідовники збільшили розміри храму при збереженні його варіанта плану. Це викликало надзвичайні проблеми для створення купола, котрий не могли вибудувати більше двох століть і створили лише у добу кватроченто. Виникла нова споруда, створена не стільки Арнольфо ді Камбіо, скільки його необережними й амбітними послідовниками, менш обдарованими за митця доби дученто.

## Відстежені за документами твори
Виконав гробницю кардинала де Брей (1228), збудував церкву Сан-Домініко в Орв'єто (1282), церкву Санта-Кроче (будівництво розпочалося на початку XIII століття). Створив проєкт Палаццо Веккйо, що став мерією міста Флоренція, та брав участь у черговому створені фасаду собору у Флоренції. Автор багатьох надгробків і табернакул у вівтарях різних церков. Одна з найкращих робіт майстра, разом з батьком та сином Пізано — міський фонтан Фонте Маджоре на площі в Перуджі (1278) прикрашений численними статуями і рельєфами. З цього фонтану заборонялося поїти тварин та набирати воду брудним посудом. Фігури зроблені Арнольфо ді Камбіо для нього збереглися у фрагментах.

## Галерея

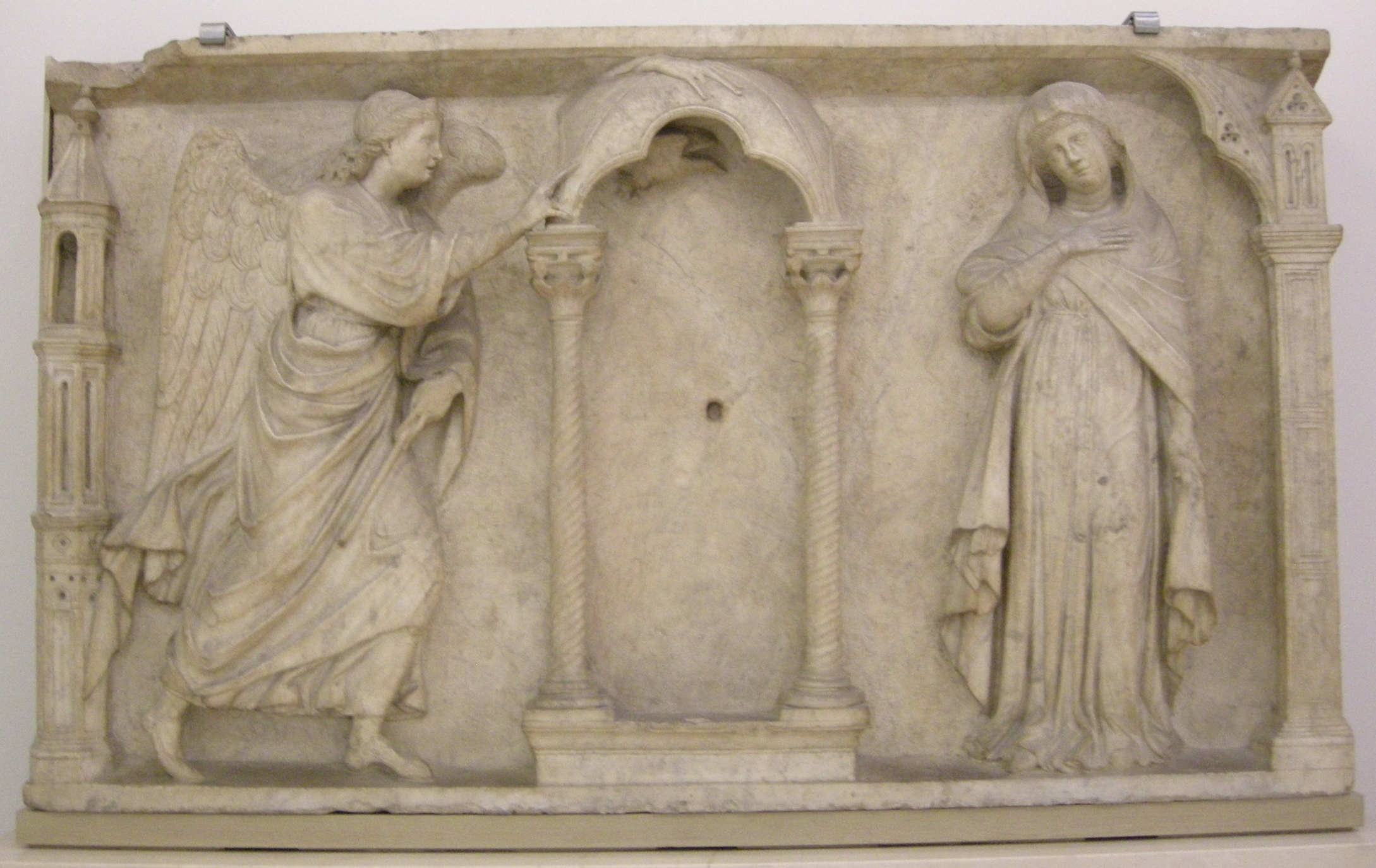
Арнольфо ді Камбо. Збережений рельєф «Благовіщення»

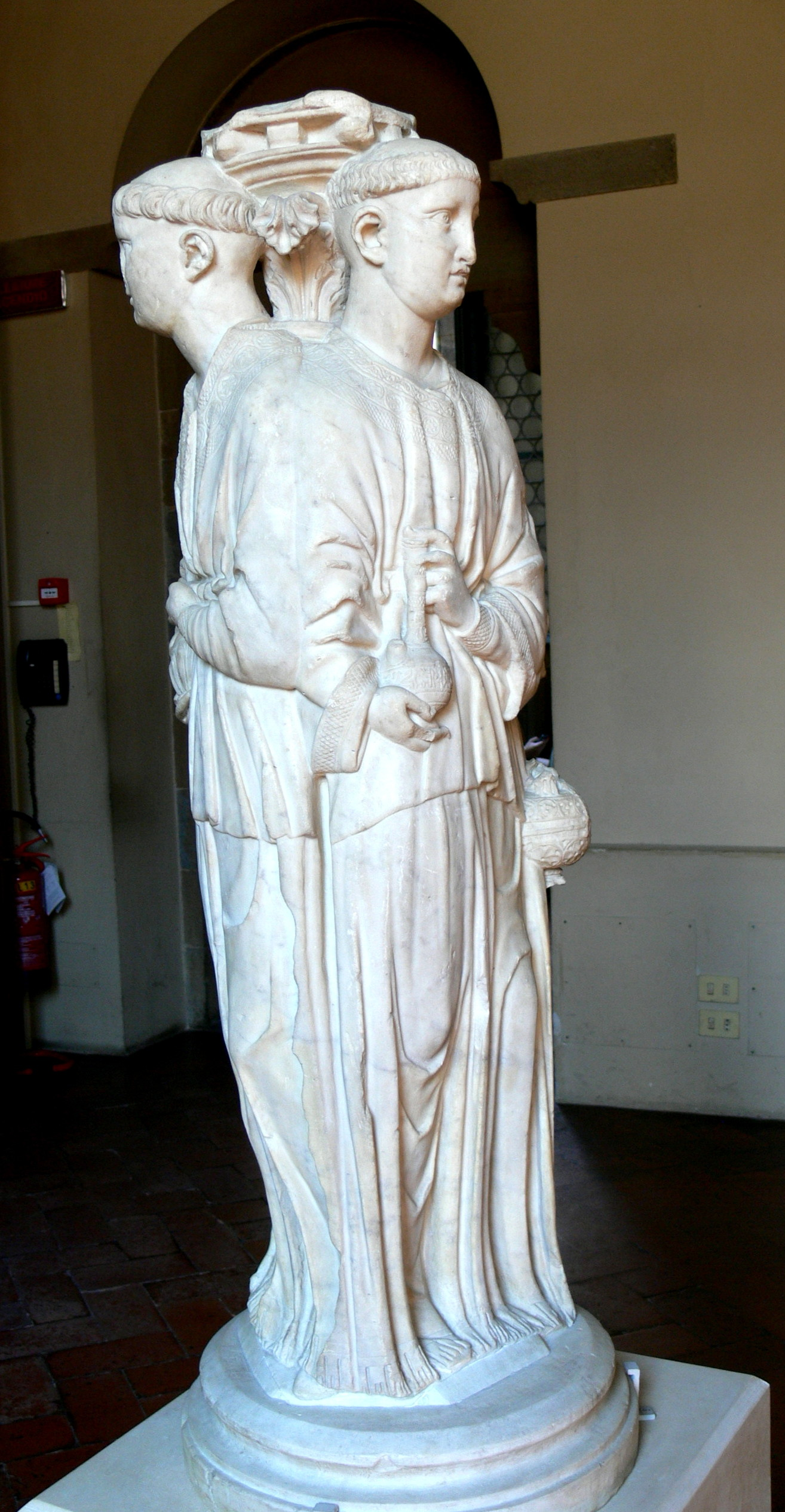
Три юнака з причта, Барджелло, Флоренція
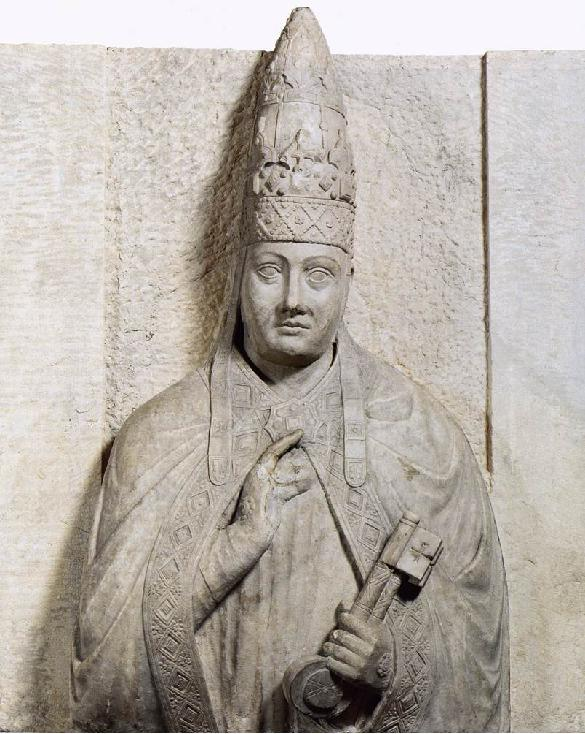
Надгробок папи римського Боніфация  VIII, Музей створення собору, Флоренція
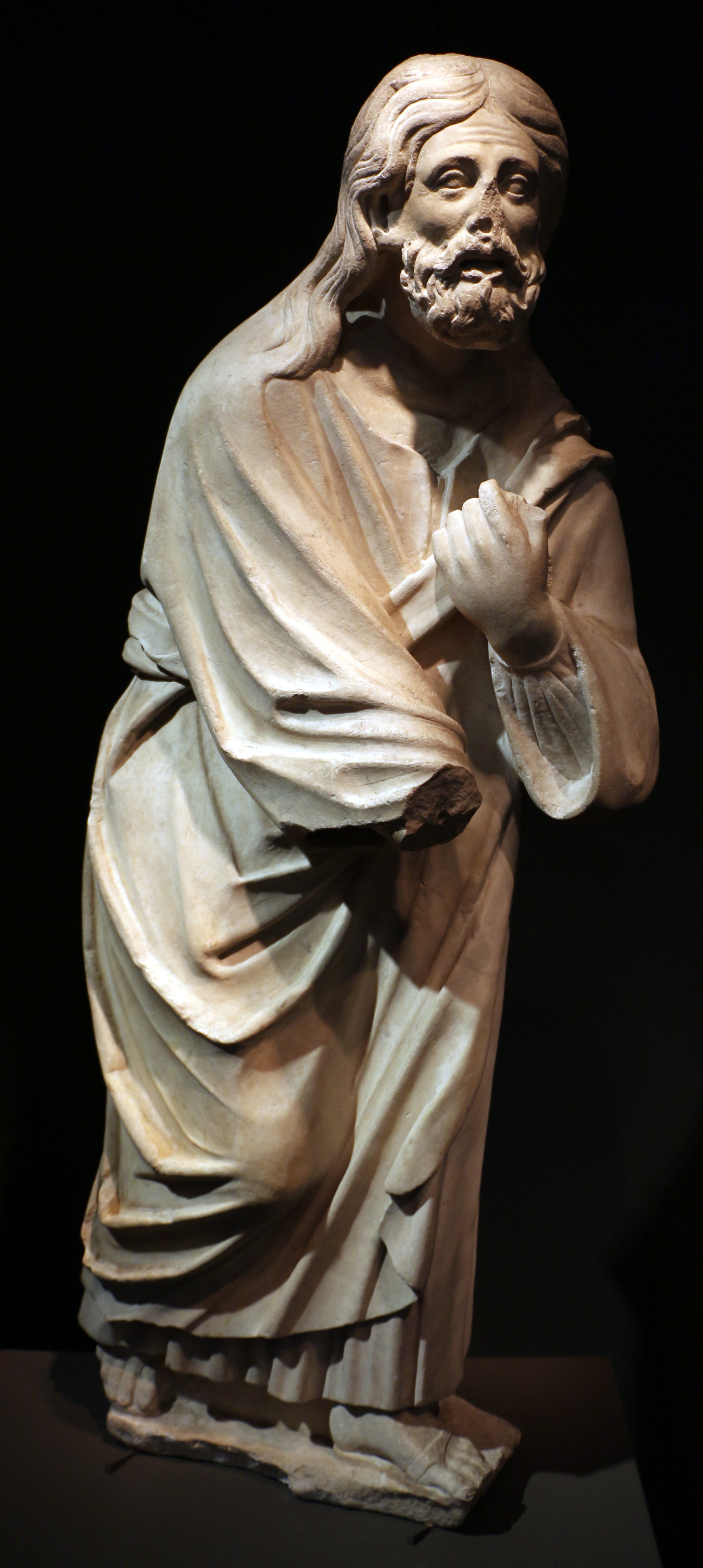
Св. Андрій з поруйнованого люнета Санта Репарати, Флоренція
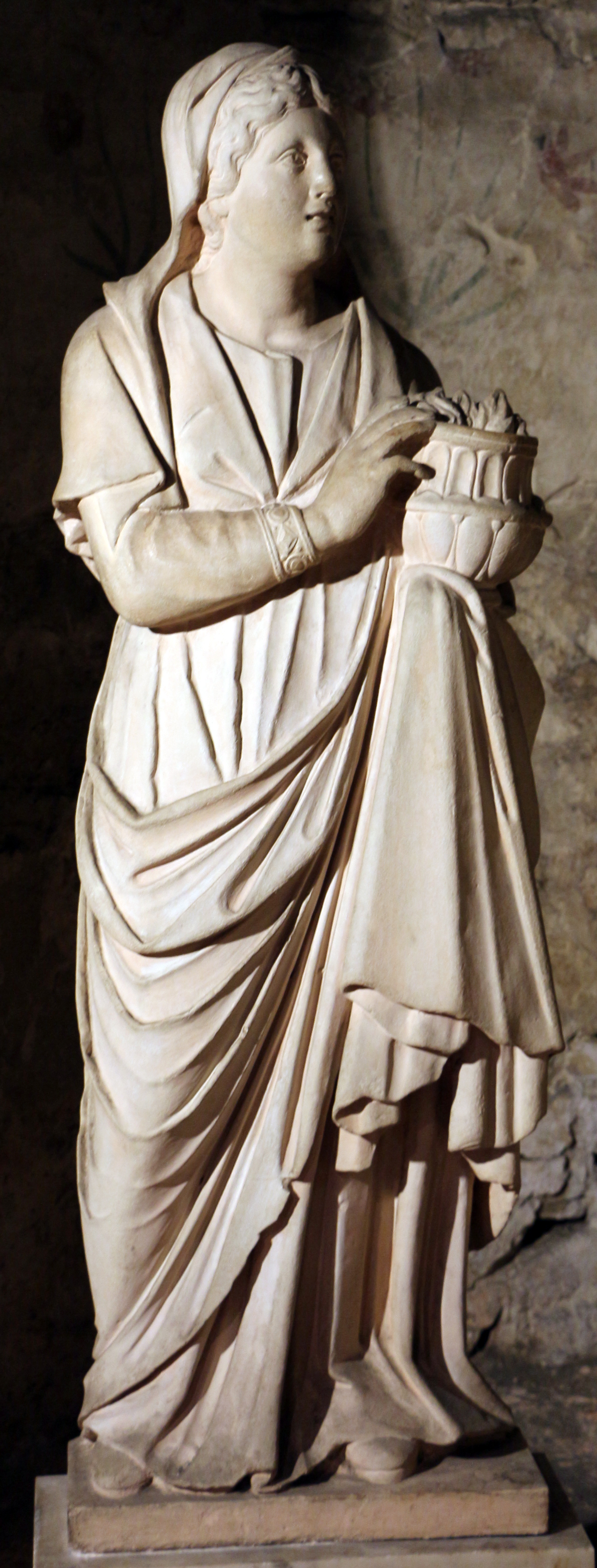
Свята цілителька, копія з оригінала роботи Арнольфо ді Камбіо.